# Nova Štifta
Nova Štifta je naselje u slovenskoj Općini Sodražici. Nova Štifta se nalazi u pokrajini Dolenjskoj i statističkoj regiji Jugoistočnoj Sloveniji. 

## Stanovništvo
Prema popisu stanovništva iz 2002. godine naselje je imalo 6 stanovnika.